# Điểm trà

Trà đã điểm với bọt hoa màu lục.

Điểm trà (Hán tự: 點茶), là một trong những cách thưởng thức trà ở khu vực văn hóa Á Đông bao gồm Trung Quốc, Nhật Bản, Việt Nam. Sau này phát triển thành trà đạo sử dụng mạt trà (matcha) của Nhật Bản.
Nó phổ biến ở Trung Quốc vào thời nhà Tống và là một trong "Tứ nghệ" thời Tống. Ở Việt Nam, điểm trà khả năng từng phổ biến dưới thời Trần và Lê sơ. Lối điểm trà được ghi lại trong sách của Phạm Đình Hổ trong "Quần thư tham khảo" và "Bị khảo lục". Tuy nhiên, đến thời Lê mạt phương pháp điểm trà ở Việt Nam đã thất truyền. Tại Trung Quốc, nghệ thuật điểm trà cũng dần dần dần suy thoái vào thời nhà Minh. Hiện nay, nghệ thuật điểm trà sử dụng mạt trà vẫn phổ biến và bảo lưu ở Nhật Bản. Đây là nghệ thuật chính sử dụng trong trà đạo Nhật Bản.

## Phương thức
Điểm trà nguyên bản thời Tống sử dụng bánh trà (bột trà đóng thành bánh). Khi bắt đầu, cho bánh trà cối giã, cho vào thuyền tán nghiền trà (Hán tự: 碾 - "niển") để nghiền mịn hơn, tiếp tục đưa vào cối xay trà, cuối cùng sàng qua một hộp sàng mạt trà (Hán tự: 箩 - la) để lấy mạt trà, tức là bột trà mịn. Ở Nhật ngày nay, thay vì bánh trà, họ dùng mạt trà dạng bột sẵn.
Sau khi tráng trà oản bằng nước nóng, cho mạt trà vào. Rót một ít nước nóng sử dụng trà tiển đánh đều, sau đó tiếp tục đều đặn thêm nước, mỗi lần thêm nước lại sử dụng trà tiển đánh đều. Cuối cùng, lớp trà và nước hòa quyện, bên trên nổi một lớp bọt trà đặc như mặt cháo là đạt.

## Trà cụ
Dụng cụ quan trọng trong điểm trà bao gồm:
1. Trà oản (Hán tự: 茶碗): Bát trà
2. Trà tiển (茶筅): Chổi trà là một dụng cụ bằng tre, sử dụng để đánh mạt trà tạo lớp bọt mịn

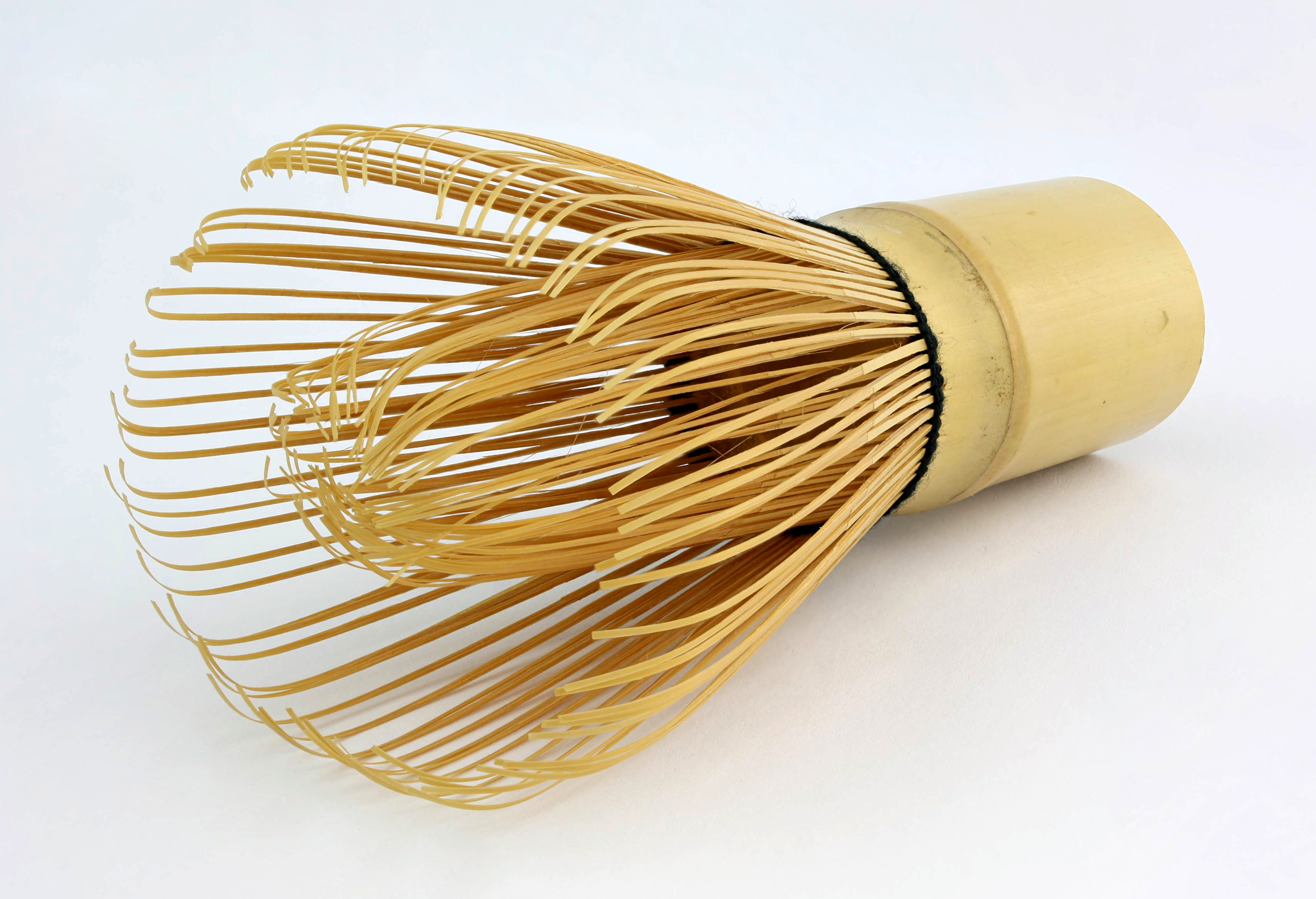
Trà tiển (Hán tự: 茶筅) kiểu Nhật Bản

Bộ trà cụ thời Lục Vũ (733 - 804) tác giả cuốn "Trà kinh" thời Đường gồm:
1. Hỏa lò và Khay đựng tro
2. Giỏ đựng than
3. Búa đập than
4. Đũa gắp than
5. Nồi đun nước
6. Ghế kê nồi
7. Kẹp bánh chè để nướng
8. Túi giấy bọc bánh chè

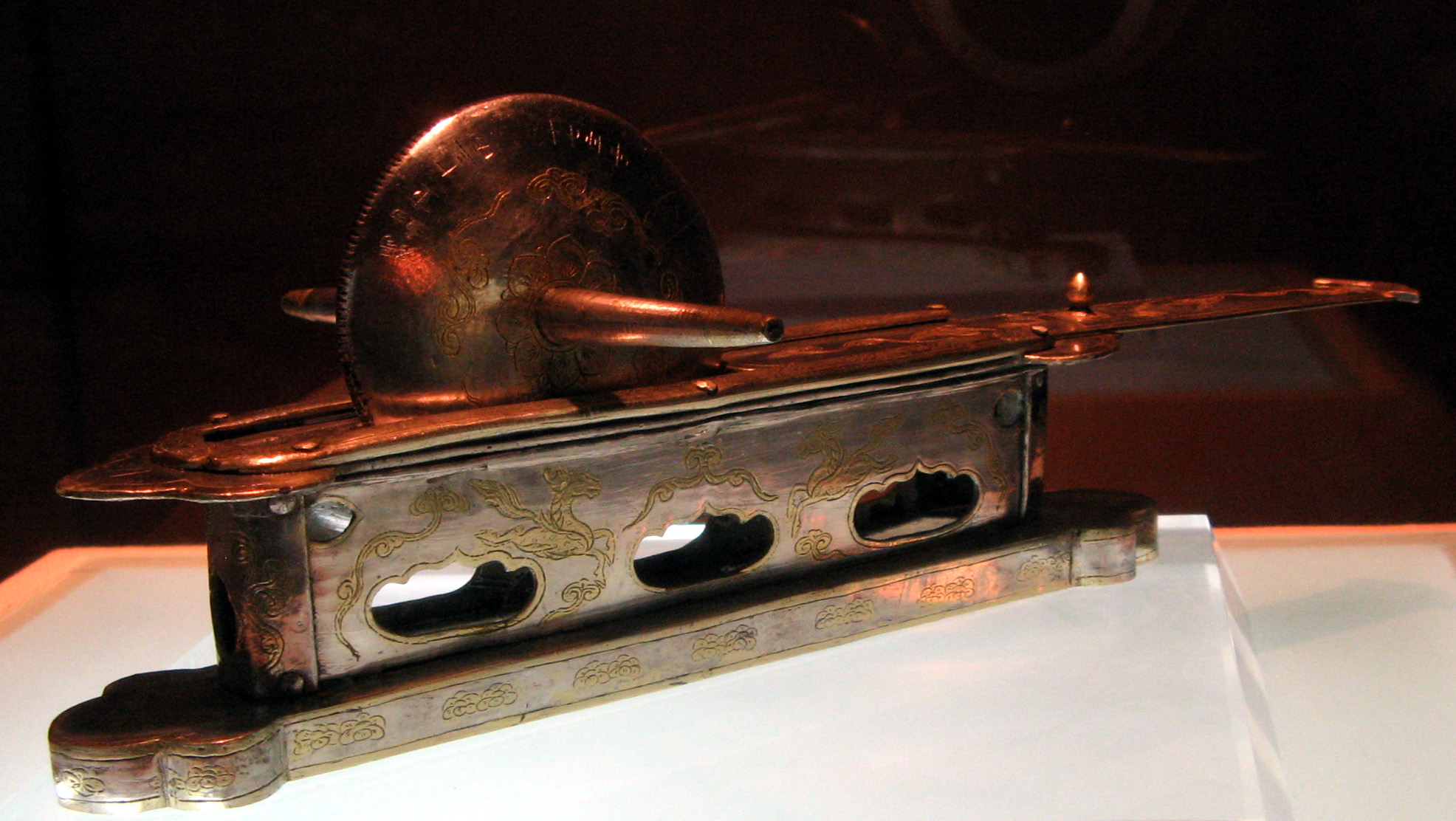
Thuyền tán nghiền trà (Hán tự: 碾 - "niển") thời Đường, Pháp Môn tự (法门寺)

9. Thuyền tán nghiền trà (Hán tự: 碾 - "niển") và Cây phủi mạt trà
10. Hộp sàng mạt trà (Hán tự: 箩 - la)
11. Thìa đong trà
12. Thùng vuông đựng nước sạch
13. Túi lọc nước
14. Bầu múc nước
15. Đũa trúc quấy mạt trà
16. Khay muối và thìa
17. Hũ đựng nước sôi để nguội
18. Trà oản (Hán tự: 茶碗): Bát trà
19. Sọt đựng bát
20. Chổi rửa bát
21. Thùng vuông đựng nước rửa
22. Thùng vuông đựng bã chè
23. Trà cân (茶巾): Khăn lau
24. Giá đựng dụng cụ

Theo trà đạo Nhật Bản, còn gồm:
- Trà thược (茶杓): muỗng trà là một thìa tre để đong trà bột vào bát, không giống như muỗng cà phê của phương Tây
- Tảo (棗 natsume?) Một chiếc hộp đựng bột trà

## Điểm trà ở các nước

### Trung Quốc

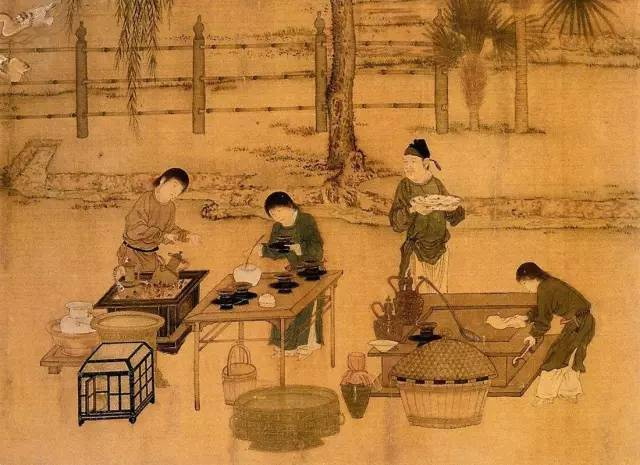
Điểm trà trích từ bức tranh "Thập bát học sĩ đồ quyển" (十八學士圖卷) thời Đường, bản vẽ lại thời Tống Huy Tông.

Điểm trà là một trong hai phương thức pha trà thịnh hành thời Tống. Uống trà cũng là một trong những thú vui tao nhã trọng yếu, tạo nên lối sống điển hình của văn nhân mặc khách.
Mạt trà thời Tống được đóng thành bánh trà. Khi uống sẽ cần nghiền và sàng lại thành bột mịn. Cần phải làm ấm cốc trước khi điểm trà, nếu không mạt trà sẽ không dễ nổi . Để điểm trà Tống cần qua các bước sau:
- Đun sôi nước và đợi khoảng 90 độ.
- Xay, nghiền bánh trà, sau đó sàng lấy bột mịn, gọi là mạt trà.
- Sau khi làm tráng cốc bằng nước nóng, đổ mạt trà (bột trà mịn được xay từ bánh trà) vào bát trà, thêm một lượng nhỏ đun ấm vừa đun sôi, rồi trộn mạt trà và nước với nhau để tạo thành chất lỏng trà đặc, sệt như sữa.
- Tiếp theo, đổ nước đều đặn, "điểm" lên trà mà không làm hỏng bề mặt trà, dùng tay kia xoay Trà tiển (茶筅 - chổi trà) để đánh và khuấy đều nước trà trong chén trà để trà nở hoa (bọt). Kỹ thuật này được gọi là "vận tiển" (運筅) hoặc "kích phất" (擊拂)[5]. Trên bề mặt nước trà có những bọt trắng rất nhỏ đọng lại rất lâu.

Chất lượng của một bát trà được đánh giá qua độ phân bố bọt, gọi là "hoa". Nước trà khi đổ ra lúc này sẽ cực kỳ đặc và dính vào mép bát, canh hoa đậm đặc khiến người xưa miêu tả: "Sữa trắng bồng bềnh trên chén, như sao sớm trăng thanh". . Màu sắc của nước chè liên quan mật thiết đến kỹ thuật hái và chế biến. Màu trắng tinh khiết (thuần bạch) là cao nhất, tiếp đến là trắng xanh (thanh bạch) và trắng xám (hôi bạch), thấp nhất là màu trắng vàng (hoàng bạch) và phiếm hồng.

### Nhật Bản

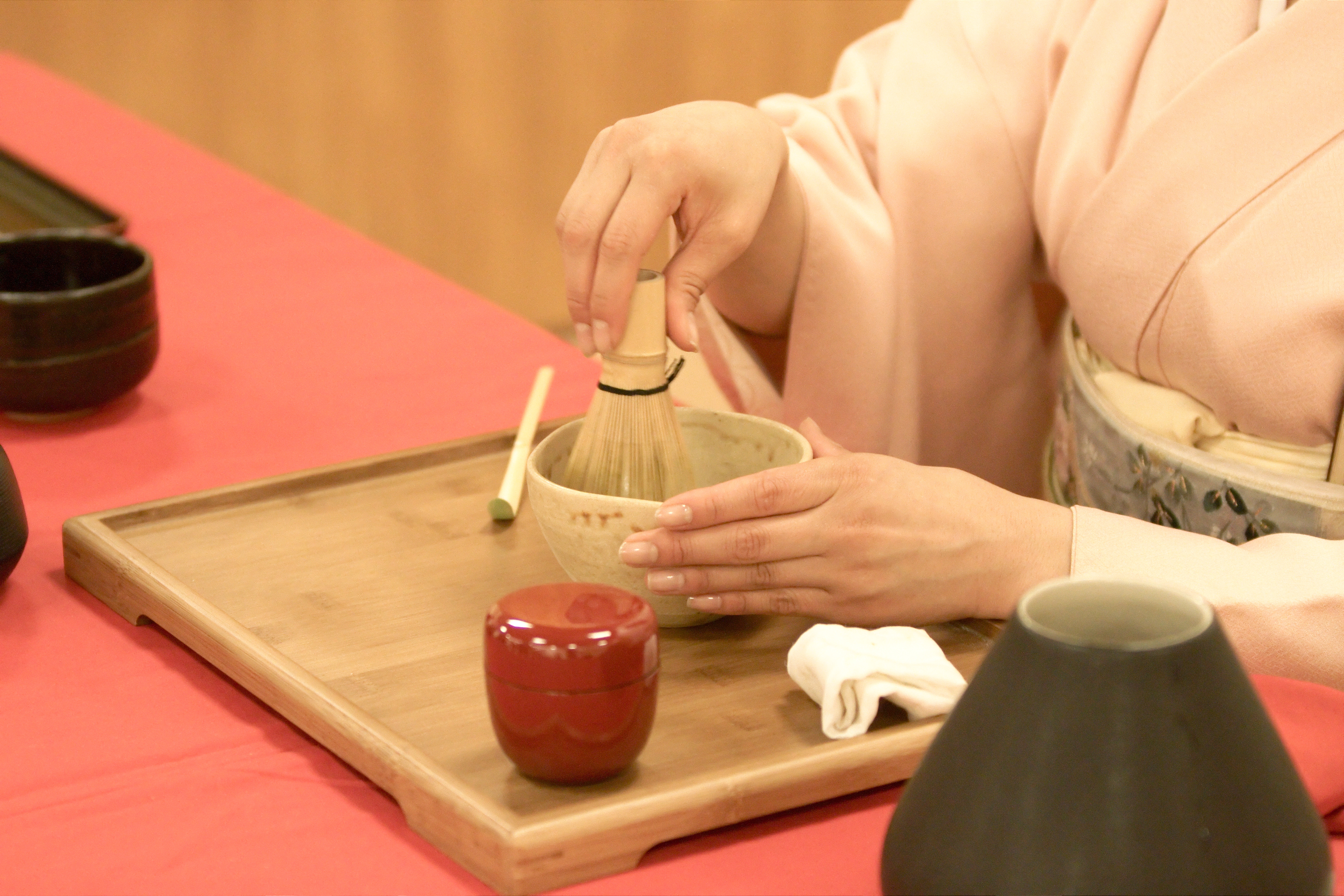
Điểm trà sử dụng trà tiển (chổi trà) để đánh bọt.

Trà đạo Nhật Bản sử dụng phương pháp Điểm trà sử dụng mạt trà (matcha) như một phương thức pha chế chính. Phương pháp này được du nhập từ Trung Quốc thời Đường và Tống. Ngày nay, điểm trà vẫn được bảo lưu, phát triển tại Nhật Bản và khiến matcha trở nên nổi tiếng trên thế giới.  

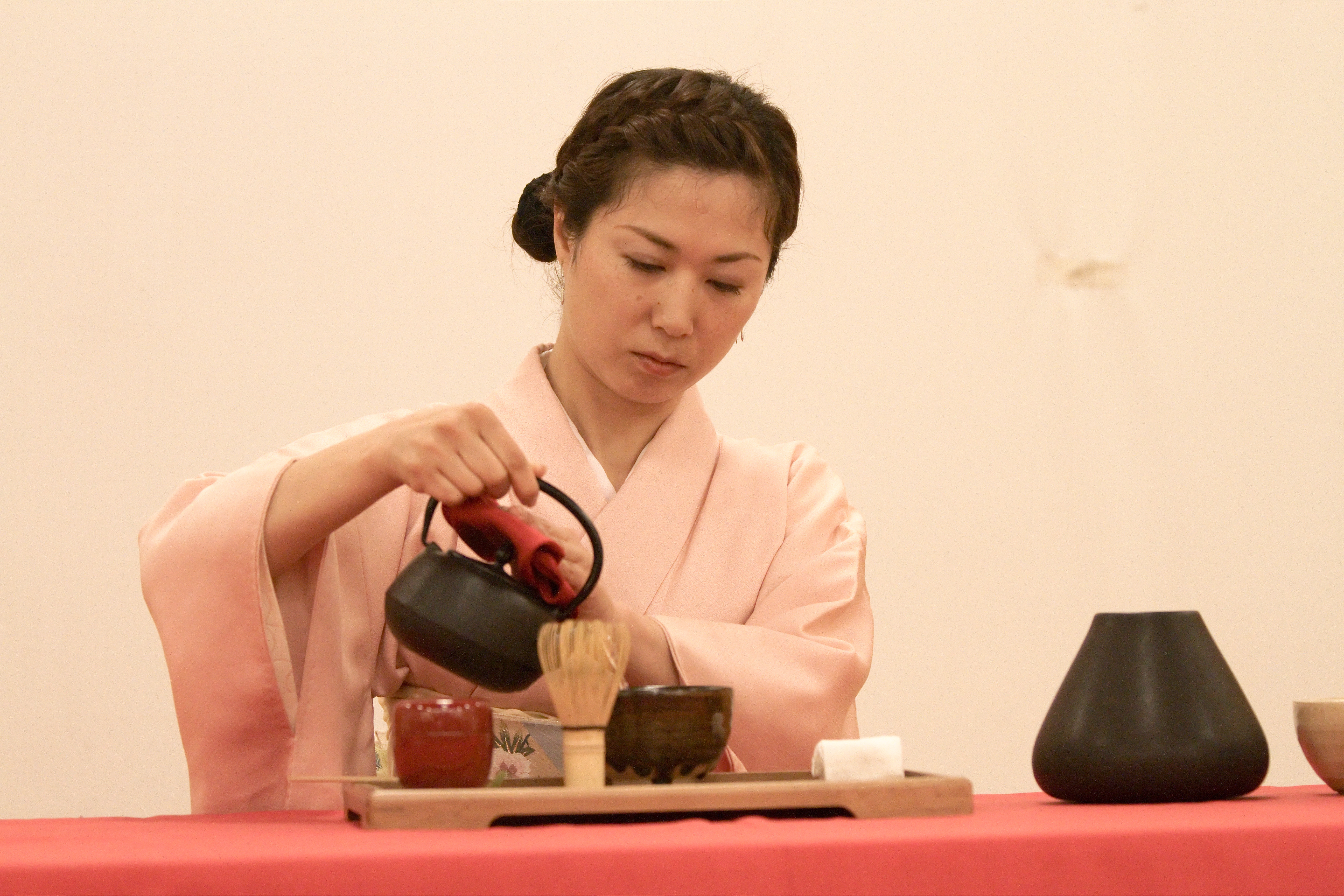
Điểm trà Nhật Bản

Tại Nhật, trà đạo không chỉ giữ nguyên giá trị cốt lõi ban đầu nữa, mà phát triển một loạt các lễ nghi xung quanh nó, trở thành trà đạo.
Matcha Nhật ngày nay được làm và đóng gói thành dạng bột mịn tiện lợi, thay vì bánh trà nguyên bản tại Trung Quốc.

### Việt Nam
Ở Việt Nam, điểm trà từng phổ biến dưới thời Trần và Lê sơ bên cạnh lối uống tiên trà/ phanh trà (đun trà).
Lối điểm trà được ghi lại trong sách của Phạm Đình Hổ trong "Quần thư tham khảo" và "Bị khảo lục". Tuy nhiên, đến thời Lê mạt phương pháp điểm trà ở Việt Nam đã thất truyền.
Nhiều hiện vật bát uống trà và trà cụ điểm trà đã được tìm thấy tại Hoàng Thành Thăng Long với kiểu dáng tương đồng với trà cụ thời Tống của Trung Quốc và Nhật Bản.